# Kourís (Messénie)
 (juin 2025).
Kourís (grec moderne : Κουρής) est une localité située dans le dème du Magne-Occidental, dans le district régional de Messénie, dans la périphérie du Péloponnèse, en Grèce.
Selon le recensement de 2021, elle compte 19 habitants.